# Liste der Monuments historiques in Domèvre-en-Haye
Die Liste der Monuments historiques in Domèvre-en-Haye führt die Monuments historiques in der französischen Gemeinde Domèvre-en-Haye auf.

## Liste der Objekte
| Bezeichnung              | Beschreibung                                                  | Standort                      | Kennzeichnung | Schutzstatus | Datum | Bild |
| ------------------------ | ------------------------------------------------------------- | ----------------------------- | ------------- | ------------ | ----- | ---- |
| Marien- und Josephsaltar | jeweils Altartisch und Retabel; Holz, farbig gefasst, um 1720 | in der Kirche St-Léger (Lage) | PM54000200    | Classé       | 1970  |      |